# Weh’ dem, der liebt!
Weh’ dem, der liebt! ist eine deutsche Filmkomödie mit Musik aus dem Jahre 1951 von Alexander von Slatinay mit Gretl Schörg, Wolf Albach-Retty und Arno Assmann in den Hauptrollen.

## Handlung
Die Operettensängerin Adrienne Dymo ist eine richtige Primadonna, umschwärmt und gefeiert, die dem Theaterdirektor Neumann den letzten Nerv raubt, weil sie nicht gleich seinen Verlängerungsvertrag unterschreibt. Alle Welt glaubt durch die Reklame um sie alles von ihr zu wissen, doch La Dymo hat ein großes Geheimnis: Sie ist bereits verheiratet und zwar mit dem dritten Kapellmeister des Theaters, an dem sie engagiert ist. Dieser Tobias Schramm ist recht eifersüchtig, zumal Adrienne den sie bewundernden Rechtsanwalt Dr. Gött heute Abend mit nach Hause mitgenommen und ihm sogar eine Übernachtungsmöglichkeit angeboten hat. Eines Tages führt ein Prozess Dr. Gött in den Gerichtssaal, wo er prompt Adrienne wieder zu sehen glaubt. Sie wird der Körperverletzung an ihrem Nachbarn Knorr angeklagt. Es kommt zu einem Vergleich, und Gött lernt die junge Frau, eine Bildhauerin, kennen, die sich als Zwillingsschwester Adriennes, Juliane Dymo, entpuppt, von der der Anwalt bislang nichts wusste. Gött begleitet die Künstlerin nach Hause und beginnt mit ihr heftig zu flirten. Beide finden rasch aneinander Gefallen, und nach nur kurzer Zeit heiraten die beiden.
Es wird klar, weshalb Adriennes Ehe geheim gehalten wird: Ihr bislang als Komponist wenig erfolgreicher Gatte Tobias möchte es so, denn er will erst einmal seine eigene Komposition zur Aufführung gebracht sehen. Adriennes Rechtsvertreter Dr. Schmidt drängt dazu, endlich Direktor Neumanns Verlängerungsvertragsangebot zu unterzeichnen. Die Künstlerin reist jedoch, um die Unterschrift hinauszuzögern, überstürzt zu einem Engagement nach Zürich ab und lässt ihren unter einer kreativen Blockade leidenden Gatten allein in ihrem Holzhaus im Wald zurück. Gegenüber seiner Gattin Juliane verschweigt Gött, dass er ihre verführerische Schwester Adrienne kennt. Als Juliane dies herausbekommt, hängt rasch der Haussegen schief, weil Juliane annimmt, dass Gött sie nur deshalb geheiratet hat, weil er eigentlich in Adrienne verliebt ist. Die eifersüchtige Juliane schlüpft nun in die Rolle Adriennes, um herauszubekommen, ob wirklich etwas zwischen ihrem Mann und ihrer Schwester vorgefallen ist, und sorgt mit diesem Rollentausch-Spiel für einige Verwirrung. Obwohl die Stimmung sehr flirty ist, bleibt Gött gegenüber der falschen Adrienne in ihren Privaträumen standhaft. Als dann auch noch bei den beiden Direktor Neumann und sein Faktotum Worringer auftauchen, die ebenfalls Juliane für Adrienne halten, ist das Durcheinander perfekt. 
Neumann erinnert daran, dass sie, Adrienne, noch heute ein Rundfunkinterview zu geben habe. Juliane gerät in Panik, denn beim Interview soll sie auch eine kleine Kostprobe ihres (also Adriennes) Könnens geben. Sie kann jedoch nicht zugeben, dass es sich um eine Verwechslung handele, da noch immer ihr Götter-Gatte anwesend ist. Der wird in der Zwischenzeit von Adriennes Anwalt Schmidt darüber informiert, dass es sich bei der anwesenden jungen Dame nicht um Adrienne handeln könne, denn er habe gerade mit der in Zürich weilenden Sängerin telefoniert. Jetzt ist Dr. Gött klar, dass er die ganze Zeit mit seiner Juliane gesprochen hatte und diese ihn in der Rolle ihrer Zwillingsschwester auf die Probe stellen wollte. Zeit für eine kleine Lektion gegenüber Ehefrau Juliane, findet er. Um ihrer Nichte Juliane die Blamage zu ersparen, sabotiert Tante Amanda in dem Moment, in dem Juliane singen soll, die Radioaufnahme und fabriziert einen Kurzschluss. Irgendwie schummelt sich Juliane durch das Interview, ohne singen zu müssen. Am Ende der ausgestrahlten Rundfunkreportage wird dann auch noch die neue Komposition von Kapellmeister Schramm hineingeschmuggelt, die Direktor Neumann so gut gefällt, dass er seinen Assistenten dazu verpflichtet, den Komponisten sofort unter Vertrag zu nehmen. 
Am nächsten Morgen kehrt Schramm mit seiner vollendeten Operette „Das eifersüchtige Mädchen“ ins traute Heim zurück. Er glaubt, im Bett seine schlafende Juliane zu sehen, und steigt zu Juliane ins gemeinsame Ehebett. Tante Amanda versucht eine interfamiliäre Katastrophe zu verhindern, als Adrienne aus Zürich heimkehrt. Nun wird Adrienne eifersüchtig, ist er doch soeben aus demjenigen Bett gestiegen, in dem noch immer Juliane liegt. Am Ende klären sich alle Irrtümer auf, und die richtigen Eheleute finden wieder zusammen. Darüber hinaus kann Adrienne mit Hilfe von Direktor Neumann die Komposition von Ehemann Tobias zum Erfolg bringen.

## Produktionsnotizen
Weh’ dem, der liebt! entstand zum Jahresbeginn 1951 im Real-Film-Studio in Hamburg-Tonndorf. Die Uraufführung erfolgte am 1. Mai 1951 in Berlin.
Produzent Gyula Trebitsch übernahm auch die Produktionsleitung. Herbert Kirchhoff entwarf die Filmbauten, Albrecht Becker assistierte ihm. Die Kostüme stammen von Erna Sander, assistiert von Irms Pauli. Die Liedtexte schrieb Ralph Maria Siegel. Otto Meissner war Produktionsassistent, Werner M. Lenz Kameraassistent.
Arno Assmann singt unter anderem gemeinsam mit Gretl Schörg das Lied Warum ist das Wasser nass?.

## Kritik
Im Lexikon des Internationalen Films heißt es: „Eine mit einem noch nicht anerkannten Komponisten heimlich verheiratete Operettendiva und ihre Zwillingsschwester lösen den genreüblichen Verwechslungswirrwarr aus.“